# Albero Bajo
Albero Bajo è un comune spagnolo di 93 abitanti situato nella comunità autonoma dell'Aragona.